# Веласкес, Кейн
Кейн Рамирес Веласкес (англ. Cain Ramirez Velasquez; род. 28 июля 1982) — американский боец и рестлер мексиканского происхождения, выступавший под эгидой UFC, двукратный чемпион UFC в тяжёлой весовой категории. Является двукратным чемпионом США по борьбе среди студентов (NCAA — 2005, 2006) от штата Аризона и чемпионом США по борьбе среди студентов в юниорской лиге (NJCAA — 2002) от штата Айова.
По состоянию на 30 августа 2016 года, Веласкес занимал вторую строчку в списке лучших тяжеловесов мира по версии Sherdog и первую — по версии MMAfighting.com (по состоянию на 30.08.2016).

## Выступления в ММА
Тренируясь в Американской академии кикбоксинга в Сан-Хосе, выиграл синий пояс в чемпионате по бразильскому джиу-джитсу спустя примерно год после начала обучения борцовской технике. В настоящее время обладает чёрным поясом по бразильскому джиу-джитсу под руководством Дейва Камарильо.
23 октября 2010 года Веласкес нанёс поражение Броку Леснару техническим нокаутом в 1-м раунде во время UFC 121 и стал чемпионом UFC в тяжёлом весе. 12 ноября 2011 года Кейн утратил титул, проиграв Жуниору дус Сантусу.
29 декабря 2012 года Веласкес вернул себе титул в реванше против дус Сантуса. 19 октября 2013 года Веласкес защитил свой титул в бою против дус Сантуса.
После почти двухгодичного отсутствия, 14 июня 2015 года Кейн проиграл бой Фабрисиу Вердуму у себя на родине в Мексике. В самом начале схватки зрители увидели совсем другого Веласкеса, он быстро выдохся, утратил скорость, пропускал много ударов, в итоге Вердум задушил его в середине третьего раунда. Как многие считают, сказался большой простой и то, что бой проходил на большой высоте над уровнем моря и Кейн не успел акклиматизироваться, т.к. прилетел всего за две недели до боя.

## Отзывы
Российский боец смешанного стиля Фёдор Емельяненко высоко оценивает Веласкеса как бойца: «Веласкес — очень хороший, интересный боец, разносторонний… Если Веласкес продолжит прогрессировать, много работать над собой, повышая класс, то он способен очень долго пробыть в статусе чемпиона UFC в тяжёлой весовой категории». Со своей стороны Кейн считает Фёдора «величайшим бойцом всех времён» (англ. the greatest fighter of all time) и мечтает о бое с ним: «Я очень хотел бы встретиться с Фёдором. Я всегда любил смотреть его бои. Он не обладает впечатляющими габаритами для тяжеловеса, но он невероятно силён и у него потрясающая техника. Я определённо хотел бы встретиться с ним. Я пришёл в этот спорт, чтобы драться с лучшими, и я хочу драться с лучшими бойцами и UFC, и других организаций».

## Возвращение в UFC
17 февраля 2019 года Кейн Веласкес, после двухлетнего перерыва из-за травмы колена, возобновил своё выступление в UFC. Он был нокаутирован Френсисом Нганну на 26 секунде 1 раунда. В самом начале поединка, Фрэнсис провел несколько серий из неточных ударов, после чего Кейн прижал его к сетке. Во время клинча, Фрэнсис пробил апперкот, вскоре после которого левое колено Кейна сложилось и он упал. По взгляду бойца в момент падения было видно, что он испытывает сильные болевые ощущения и не сможет продолжить бой. После падения Нганну нанес несколько ударов по защите, после чего судья остановил бой. И хотя Кейн Веласкес находился в сознании и не выглядел потрясенным, судьи засчитали победу нокаутом Фрэнсису Нганну.

## Дебют в WWE
4 октября 2019 года Кейн Веласкес совершил свой дебют в самом популярном рестлинг промоушене в мире - WWE, он совершил свой дебют на первом выпуске SmackDown на телеканале FOX, атаковав Брока Леснара, который минутами ранее выиграл мировое чемпионство WWE. Кейн появился в сопровождении Рэя Мистерио, которого Леснар жестоко избил днями ранее.

## Титулы и награды

### Борьба
- Two-time All-American Div 1 NCAA Wrestler[18]
- 2002 NJCAA Collegiate Wrestling Heavyweight Championship while in Iowa Central Community College[19]
- Placed 5th place in the 2005 NCAA Division I Collegiate Championship at Heavyweight while in Arizona State University[19]
- Placed 4th place in the 2006 NCAA Division I Collegiate Championship at Heavyweight while in Arizona State University[19]
- 2005 Pac-10 Conference Wrestler of the Year[3]

Ultimate Fighting Championship
- Чемпион UFC в тяжелой весовой категории (2 раза)
- Обладатель премии «Лучший нокаут вечера» (три раза) против Дениса Стойнича, Родригу Ногейра и Брока Леснара.
- Обладатель премии «Выступление вечера» (один раз) против Трэвиса Брауна.

### Награды
- MMAFighting.com
  - 2010 Fighter of the Year [20]
- Inside MMA
  - 2010 Fighter of the Year Bazzie Award
- MMA Live
  - 2010 Fighter of the Year[21]
- Sherdog
  - 2010 Fighter of the Year[22]
  - 2010 All-Violence 1st Team
  - 2012 All-Violence 1st Team[23]
  - 2013 All-Violence 1st Team[24]
- MMAjunkie.com
  - 2010 Fighter of the Year[25]
- Sherdog
  - 2010 All-Violence 1st Team[26]

## Статистика в ММА
| Боёв 17          | Побед 14 | Поражений 3 |
| ---------------- | -------- | ----------- |
| Нокаутом         | 12       | 2           |
| Сдачей           | 0        | 1           |
| Решением         | 2        | 0           |
| Дисквалификацией | 0        | 0           |

| Результат | Рекорд | Соперник                | Способ                             | Турнир                               | Дата            | Раунд | Время | Место                   | Примечание                                                        |
| --------- | ------ | ----------------------- | ---------------------------------- | ------------------------------------ | --------------- | ----- | ----- | ----------------------- | ----------------------------------------------------------------- |
| Поражение | 14-3   | Франсис Нганну          | Нокаут (удары)                     | UFC on ESPN 1                        | 17 февраля 2019 | 1     | 0:26  | Финикс, США             |                                                                   |
| Победа    | 14-2   | Трэвис Браун            | Технический нокаут (удары)         | UFC 200                              | 9 июля 2016     | 1     | 4:57  | Лас-Вегас, США          | Выступление вечера.                                               |
| Поражение | 13-2   | Фабрисиу Вердум         | Удушающий приём (гильотина)        | UFC 188                              | 13 июня 2015    | 3     | 2:13  | Мехико, Мексика         | Утратил чемпионский титул UFC в тяжёлом весе.                     |
| Победа    | 13-1   | Жуниор дус Сантус       | Технический нокаут (бросок и удар) | UFC 166                              | 19 октября 2013 | 5     | 3:09  | Хьюстон, США            | Защитил титул чемпиона UFC в тяжёлом весе.                        |
| Победа    | 12-1   | Антониу Силва           | Технический нокаут (удары)         | UFC 160                              | 25 мая 2013     | 1     | 1:21  | Лас-Вегас, США          | Защитил титул чемпиона UFC в тяжёлом весе.                        |
| Победа    | 11-1   | Жуниор дус Сантус       | Единогласное решение               | UFC 155                              | 29 декабря 2012 | 5     | 5:00  | Лас-Вегас, США          | Завоевал титул чемпиона UFC в тяжёлом весе.                       |
| Победа    | 10-1   | Антониу Силва           | Технический нокаут (удары)         | UFC 146                              | 26 мая 2012     | 1     | 3:36  | Лас-Вегас, США          |                                                                   |
| Поражение | 9-1    | Жуниор дус Сантус       | Нокаут (удары)                     | UFC on Fox: Velasquez vs. Dos Santos | 12 ноября 2011  | 2     | 2:08  | Анахайм, США            | Утратил чемпионский титул UFC в тяжёлом весе.                     |
| Победа    | 9-0    | Брок Леснар             | Технический нокаут (удары)         | UFC 121                              | 23 октября 2010 | 1     | 4:12  | Анахайм, США            | Завоевал титул чемпиона UFC в тяжёлом весе. Лучший нокаут вечера. |
| Победа    | 8-0    | Антониу Родригу Ногейра | Нокаут (удары)                     | UFC 110                              | 21 февраля 2010 | 1     | 2:20  | Сидней, Австралия       | Лучший нокаут вечера.                                             |
| Победа    | 7-0    | Бен Ротвелл             | Технический нокаут (удары)         | UFC 104                              | 24 октября 2009 | 2     | 0:58  | Лос-Анджелес, США       |                                                                   |
| Победа    | 6-0    | Чейк Конго              | Единогласное решение               | UFC 99                               | 13 июня 2009    | 3     | 5:00  | Кёльн, Германия         | Бой вечера                                                        |
| Победа    | 5-0    | Денис Стойнич           | Технический нокаут (удары)         | UFC Fight Night: Lauzon vs. Stephens | 7 февраля 2009  | 2     | 2:34  | Тампа, США              | Лучший нокаут вечера.                                             |
| Победа    | 4-0    | Джейк О'Брайен          | Технический нокаут (удары)         | UFC Fight Night: Silva vs Irvin      | 19 июля 2008    | 1     | 2:02  | Лас-Вегас, США          |                                                                   |
| Победа    | 3-0    | Брэд Моррис             | Технический нокаут (удары)         | UFC 83                               | 19 апреля 2008  | 1     | 2:10  | Монреаль, Канада        |                                                                   |
| Победа    | 2-0    | Джеремайя Констант      | Технический нокаут (удары)         | BodogFight: St. Petersburg           | 16 декабря 2006 | 1     | 4:00  | Санкт-Петербург, Россия |                                                                   |
| Победа    | 1-0    | Джесси Фуярчик          | Нокаут (КО)                        | Strikeforce: Tank vs. Buentello      | 7 октября 2006  | 1     | 0:05  | Фресно, США             |                                                                   |

## Интересные факты
Сила удара кулаком — 1 011,5 кг. В среднем за бой Веласкес наносит в 7,5 раз больше ударов, чем его оппонент.
Татуировка в готическом шрифте на груди Веласкеса (англ. Brown Pride) в переводе означает «Коричневая гордость». Кейн объясняет её значение следующим образом:

Я сделал эту татуировку по двум причинам. Первая — это благодарность моим родителям за всё, что они сделали, чтобы попасть в эту страну, за те лишения, которые они претерпели, пересекая границу [США и Мексики]. В нашем детстве „Brown Pride“ означало „Мексиканская гордость“. Так мы говорили о том, что гордимся той страной, откуда пришли. То, что сделал отец, то, что сделала мать, чтобы попасть в эту страну, имеет для меня огромное значение. Горжусь тем, откуда я. Горжусь тем, что представляют собой мексиканцы. Мы известны трудолюбием. Мы известны бойцовским характером. Мы известны храбростью. Мы никогда не прекращаем занятия в тренажёрке, и у нас отличная выносливость. Всегда много работать. Это отношение к работе, которое показывает мой отец, все мексиканцы, мы показываем в тренажёрке и во всём, чем занимаемся. Другой причиной является то, что в детстве у меня никогда не было кумира. Нет ни одного мексиканца, который был бы моих габаритов и светился бы постоянно в новостях. Я никогда не жаждал славы и не хотел стать профессиональным бойцом. Я сделал себе татуировку „Brown Pride“, чтобы люди знали: я мексиканец и горжусь этим. Это всё, что я могу сказать людям, которые не посвящены в эту историю. Единственное, что могу сделать, — это прояснить ситуацию вот такими интервью.
Оригинальный текст (англ.)"I got this tattoo for two reasons. One, for everything my parents did to come over to this country, all the hardships they had crossing the border. ‘Brown pride' when we were growing up meant ‘Mexican pride.' That's how we would say it. It's something to say if we're proud about where we came from. What my Dad did, my Mom did to get over to this country to me means a lot. I'm proud of where I came from. I'm proud of what Mexican people stand for. We're known as hard working people. We're known as fighters. We're known to have a lot of heart. We're known to never give up in the gym and have a lot of cardio. To always work hard. The work ethic that my Dad, all the Mexican people bring out in the fields and stuff, we bring to the gym and whatever else we do. Another reason why I got is because when I was growing up I didn't have anybody to look up to. There's nobody that was my size that was Mexican that looked like me that I could see in the media. I pretty much didn't have those dreams of ‘Hey, I can do that stuff. I can be in the media, I can play professional sports.' I didn't have that. I didn't have anybody to look up to so now that I'm in that position, I put ‘Brown Pride' on my chest to let people know ‘Hey, I'm Mexican. I'm proud to be Mexican. I'm doing good things.' For those people that just don't know the story behind it, that's all I can say. The only thing I can do is clear it up by doing interviews like this."